# Olympische Sommerspiele 1960/Teilnehmer (Israel)
| Gelbes Symbol für Goldmedaillen mit stilisierten Olympischen Ringen | Graues Symbol für Silbermedaillen mit stilisierten Olympischen Ringen | Braundes Symbol für Bronzemedaillen mit stilisierten Olympischen Ringen |
| ------------------------------------------------------------------- | --------------------------------------------------------------------- | ----------------------------------------------------------------------- |
| —                                                                   | —                                                                     | —                                                                       |

Israel nahm an den Olympischen Sommerspielen 1960 in der italienischen Hauptstadt Rom mit einer Delegation von 23 Sportlern, 17 Männer und sechs Frauen, an 28 Wettbewerben in sieben Sportarten teil.
Jüngster Athlet war der Schwimmer Gershon Shefa (17 Jahre und 101 Tage), ältester Athlet war der Weitspringer David Kushnir (29 Jahre und 74 Tage). Es war die dritte Teilnahme an Olympischen Sommerspielen für das Land. Fahnenträger war der Kugelstoßer Gideon Ariel.

## Teilnehmer nach Sportarten

### Fechten
Herren
- Michael Ron
  - Säbel

Runde eins: Gruppe neun, ein Duell gewonnen – vier verloren, Rang fünf. nicht für die nächste Runde qualifiziert
2:5-Niederlage gegen Aladár Gerevich aus Ungarn
0:5-Niederlage gegen Michael D’Asaro aus den Vereinigten Staaten von Amerika
3:5-Niederlage gegen Emeric Arus aus Rumänien
3:5-Niederlage gegen Gustave Balister aus Belgien
5:2-Sieg gegen Mohamed Ben Joullon aus Marokko

- David van Gelder
  - Säbel

Runde eins: Gruppe zwölf, kein Duell gewonnen – fünf verloren, Rang sechs. nicht für die nächste Runde qualifiziert
1:5-Niederlage gegen Allan Kwartler aus den Vereinigten Staaten von Amerika
0:5-Niederlage gegen Teodoro Goliardi aus Uruguay
1:5-Niederlage gegen Jacques Lefèvre aus Frankreich
0:5-Niederlage gegen Mitsuyuki Funamizu aus Japan
0:5-Niederlage gegen Trần Văn Xuân aus Südvietnam

### Gewichtheben
Herren
- Gazi Cohen
  - Federgewicht

Finale: 285,0 kg, Rang 19
Militärpresse: 87,5 kg, Rang 21
Reißen: 85,0 kg, Rang 20
Stoßen: 112,5 kg, Rang 20

- Edward Maron
  - Bantamgewicht

Finale: 270,0 kg, Rang 18
Militärpresse: 80,0 kg, Rang 20
Reißen: 82,5 kg, Rang 18
Stoßen: 107,5 kg, Rang 18

### Leichtathletik
Damen
- Ilana Adir
  - 100 Meter Lauf

Runde eins: ausgeschieden in Lauf fünf (Rang sechs), 12,9 Sekunden (handgestoppt), 13,04 Sekunden (automatisch gestoppt)

- Ayala Hetzroni
  - Kugelstoßen

Qualifikationsrunde: 12,59 Meter, Rang 17, nicht für das Finale qualifiziert
Versuch eins: 12,59 Meter
Versuch zwei: 11,81 Meter
Versuch drei: ausgelassen

- Ilana Karaszyk
  - 200 Meter Lauf

Runde eins: ausgeschieden in Lauf zwei (Rang fünf), 26,5 Sekunden (handgestoppt), 26,69 Sekunden (automatisch gestoppt)

- - Weitsprung

Qualifikationsrunde: 5,08 Meter, Rang 28, nicht für das Finale qualifiziert
Versuch eins: 4,78 Meter
Versuch zwei: 4,92 Meter
Versuch drei: 5,08 Meter

Herren
- Gideon Ariel
  - Kugelstoßen

Qualifikationsrunde: 14,65 Meter, Rang 21, nicht für das Finale qualifiziert
Versuch eins: 14,56 Meter
Versuch zwei: 14,65 Meter
Versuch drei: 14,57 Meter

- Baruch Feinberg
  - Speerwurf

Qualifikationsrunde: Gruppe B, 68,24 Meter, Rang zwölf, Gesamtrang 24, nicht für das Finale qualifiziert
Versuch eins: 68,24 Meter
Versuch zwei: 62,81 Meter
Versuch drei: 65,94 Meter

- Amos Grodzinowsky
  - 100 Meter Lauf

Runde eins: ausgeschieden in Lauf eins (Rang sechs), 11,1 Sekunden (handgestoppt), 11,19 Sekunden (automatisch gestoppt)
  - 200 Meter Lauf

Runde eins: ausgeschieden in Lauf neun (Rang vier), 21,8 Sekunden (handgestoppt), 21,99 Sekunden (automatisch gestoppt)
  - 400 Meter Lauf

Runde eins: ausgeschieden in Lauf neun (Rang sechs), 48,9 Sekunden (handgestoppt), 49,03 Sekunden (automatisch gestoppt)

- David Kushnir
  - Weitsprung

Qualifikationsrunde: Gruppe C, 7,20 Meter, Rang neun, Gesamtrang 25, nicht für das Finale qualifiziert
Versuch eins: 7,16 Meter
Versuch zwei: 7,20 Meter
Versuch drei: 7,12 Meter

- Yair Pantilat
  - 800 Meter

Runde eins: ausgeschieden in Lauf eins (Rang fünf), 1:54,7 Minuten (handgestoppt), 1:54,86 Minuten (automatisch gestoppt)
  - 1500 Meter

Runde eins: ausgeschieden in Lauf drei (Rang zwölf), 3:59,8 Minuten (handgestoppt), 4:00,14 Minuten (automatisch gestoppt)

### Radsport
Herren
Straße
- Itzhak Ben David
  - Straßenrennen (175,3 km)

Finale: Wettkampf nicht beendet (DNF)

- Henry Ohayon
  - Straßenrennen (175,3 km)

Finale: 4:20:59 Stunden, Rang 39

### Schießen
Herren
- Hannan Crystal
  - Kleinkaliber Dreistellungskampf

Qualifikationsrunde: Gruppe eins: 532 Punkte, für das Finale qualifiziert
Kniend: 167 Punkte
Runde eins: 78 Punkte
Runde zwei: 89 Punkte
Liegend: 191 Punkte
Runde eins: 97 Punkte
Runde zwei: 94 Punkte
Stehend: 174 Punkte
Runde eins: 85 Punkte
Runde zwei: 89 Punkte

- Finale: 1087 Punkte, Rang 48
Kniend: 356 Punkte
Runde eins: 89 Punkte
Runde zwei: 91 Punkte
Runde drei: 89 Punkte
Runde vier: 87 Punkte
Legend: 388 Punkte
Runde eins: 95 Punkte
Runde zwei: 99 Punkte
Runde drei: 97 Punkte
Runde vier: 97 Punkte
Stehend: 343 Punkte
Runde eins: 91 Punkte
Runde zwei: 81 Punkte
Runde drei: 92 Punkte
Runde vier: 79 Punkte

- - Kleinkaliber liegend

Qualifikationsrunde: Gruppe zwei, 375 Punkte, Rang 34, Gesamtrang 71, nicht für das Finale qualifiziert
Runde eins: 91 Punkte
Runde zwei: 95 Punkte
Runde drei: 95 Punkte
Runde vier: 94 Punkte

- Rafael Peles
  - Kleinkaliber Dreistellungskampf

Qualifikationsrunde: Gruppe eins: 541 Punkte, für das Finale qualifiziert
Kniend: 180 Punkte
Runde eins: 85 Punkte
Runde zwei: 95 Punkte
Liegend: 194 Punkte
Runde eins: 97 Punkte
Runde zwei: 97 Punkte
Stehend: 167 Punkte
Runde eins: 81 Punkte
Runde zwei: 86 Punkte

- Finale: 1084 Punkte, Rang 50
Kniend: 370 Punkte
Runde eins: 90 Punkte
Runde zwei: 93 Punkte
Runde drei: 92 Punkte
Runde vier: 95 Punkte
Legend: 388 Punkte
Runde eins: 99 Punkte
Runde zwei: 94 Punkte
Runde drei: 99 Punkte
Runde vier: 96 Punkte
Stehend: 326 Punkte
Runde eins: 80 Punkte
Runde zwei: 76 Punkte
Runde drei: 86 Punkte
Runde vier: 84 Punkte

- - Kleinkaliber liegend

Qualifikationsrunde: Gruppe eins, 378 Punkte, Rang 32, Gesamtrang 57, nicht für das Finale qualifiziert
Runde eins: 93 Punkte
Runde zwei: 98 Punkte
Runde drei: 93 Punkte
Runde vier: 94 Punkte

### Schwimmen
Herren

4 × 100 Meter Freistil Staffel
- Ergebnisse
Runde eins: ausgeschieden in Lauf eins (Rang sechs), 4:37,6 Minuten
- Staffel
Itzhak Luria
Gershon Shefa
Joram Shnider
Amiram Trauber

Einzel
- Itzhak Luria
  - 100 Meter Freistil

Runde eins: ausgeschieden in Lauf sieben (Rang acht), 1:00,9 Minuten

- Gershon Shefa
  - 200 Meter Brust

Runde eins: ausgeschieden in Lauf sechs (Rang sechs), 2:51,7 Minuten

- Joram Shnider
  - 100 Meter Rücken

Runde eins: ausgeschieden in Lauf zwei (Rang sieben), 1:11,1 Minuten

- Amiram Trauber
  - 100 Meter Freistil

Runde eins: ausgeschieden in Lauf vier (Rang fünf), 59,7 Sekunden
  - 400 Meter Freistil

Runde eins: ausgeschieden in Lauf vier (Rang sechs), 4:58,6 Minuten

### Turnen
Damen
- Ruth Abeles
  - Einzelmehrkampf

Finale: 66,264 Punkte (32,499 Punkte Pflicht – 33,765 Punkte Kür), Rang 93
Bodenturnen: 17,766 Punkte (8,700 Punkte Pflicht – 9,066 Punkte Kür), Rang 79
Pferdsprung: 15,899 Punkte (8,133 Punkte Pflicht – 7,766 Punkte Kür), Rang 100
Stufenbarren: 17,999 Punkte (8,766 Punkte Pflicht – 9,233 Punkte Kür), Rang 55
Schwebebalken: 14,600 Punkte (6,900 Punkte Pflicht – 7,700 Punkte Kür), Rang 108

- Ralli Ben-Yehuda
  - Einzelmehrkampf

Finale: 68,164 Punkte (32,699 Punkte Pflicht – 35,456 Punkte Kür), Rang 81, nicht für das Finale qualifiziert
Bodenturnen: 18,000 Punkte (8,800 Punkte Pflicht – 9,200 Punkte Kür), Rang 72
Pferdsprung: 15,999 Punkte (7,566 Punkte Pflicht – 8,433 Punkte Kür), Rang 96
Schwebebalken: 16,266 Punkte (7,600 Punkte Pflicht – 8,666 Punkte Kür), Rang 86
Stufenbarren: 17,899 Punkte (8,733 Punkte Pflicht – 9,166 Punkte Kür), Rang 62

- Miriam Kara
  - Einzelmehrkampf

Finale: 67,165 Punkte (32,966 Punkte Pflicht – 34,199 Punkte Kür), Rang 86, nicht für das Finale qualifiziert
Bodenturnen: 17,566 Punkte (8,700 Punkte Pflicht – 8,866 Punkte Kür), Rang 83
Pferdsprung: 15,300 Punkte (7,700 Punkte Pflicht – 7,600 Punkte Kür), Rang 108
Schwebebalken: 16,500 Punkte (7,800 Punkte Pflicht – 8,700 Punkte Kür), Rang 84
Stufenbarren: 17,799 Punkte (8,766 Punkte Pflicht – 9,033 Punkte Kür), Rang 68